# Glaucolepis hamirella
Glaucolepis hamirella is een vlinder uit de familie van de dwergmineermotten (Nepticulidae). De wetenschappelijke naam van de soort is voor het eerst voorgesteld als Nepticula hamirella door Pierre Chrétien in een publicatie uit 1915.
De soort komt voor in Marokko, Algerije, Cyprus en Turkije.